# عبدالجبار بلکناوی
عبدالجبار بلکناوی (انگلیسی: Abdel Jabbar Bel Gnaoui; ۱ مارس ۱۹۴۲ – نوامبر ۲۰۱۶) بازیکن بسکتبال اهل مراکش بود. وی عضو تیم ملی بسکتبال مراکش در بازی‌های المپیک تابستانی ۱۹۶۸ بوده‌است.